# 갈로로마인

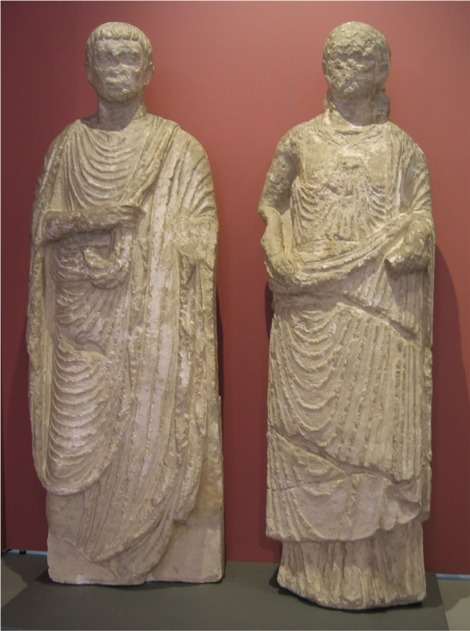
독일 잉겔하임암라인의 박물관에 소장된 갈로로마인 상.

갈로로마인(Gallo-Roman)은 로마 제국의 지배 하에 로마화된 갈리아인이다.

## 정치
로마는 갈리아를 3개 속주로 나누어 지배했고, 행정구역으로는 과거 갈리아 부족들의 점유지역을 거의 그대로 계승한 키비타테스(civitates)가 하위 행정구역으로 존재했다. 212년 안토니누스 칙령으로 로마 제국에서 태어난 모든 자유민 남성에게 로마 시민권이 부여됨으로써 갈로로마인들도 로마 시민이 되었다.
3세기의 위기 당시 로마의 내전을 틈탄 알레만니가 갈리아로 쳐들어오곤 했다. 이 때문에 갈로로마인들은 자위를 위해 포스투무스를 독자적인 황제로 추대하여 그에게 군사 지휘를 맡겼다. 포스투무스의 갈리아 제국의 판도는 갈리아, 브리타니아, 히스파니아에 달했으며 트리어를 수도로 삼았다. 이후 갈리아 제국은 274년 아우렐리아누스가 테트리쿠스 1세를 격파하면서 멸망했다.

## 종교
로마화된 갈리아인들의 종교행위는 그리스-로마 신격을 그에 대응하는 토착 켈트 신격과 동일시하는 혼합주의적 성격을 가졌다. 남신들은 인테르프레타티오 로마나를 거쳐 그리스-로마 신에 의해 존재가 지워졌고, 여신들은 그리스-로마 남신들의 처첩으로 묘사되면서(메르쿠리우스의 아내가 된 로스메르타 등) 기존의 켈트 신화의 실체를 알기가 매우 어려워졌다. 다만 말의 여신 에포나만은 켈트 신격 그대로 로마 만신전에 추가되었다.
동방의 밀의종교도 갈리아에 유입되어 오르페우스교, 미트라교, 키벨레교, 이시스교 등이 유행했다.
로마가 제정으로 전환한 뒤 황제숭배가 갈리아 지역에서도 우세한 종교가 되었다.
5-6세기부터 갈리아 곳곳에 점조직 형태로 기독교 공동체가 만들어졌고, 각 공동체마다 주교를 세웠다.

## 유적
갈리아 지역의 도시들을 연결한 로마의 도로로는 다음과 같은 것들이 있다. 도미티아 가도(기원전 118년경 건설)는 님에서 피레네까지를 연결했고, Col de Panissars에서 아우구스타 가도와 만났다. 아퀴타니아 가도는 나르본에서 도미티아 가도와 만나 툴루즈와 보르도를 거쳐 대서양까지 닿았다. 스카르포넨시스 가도는 트리어에서 메츠를 거쳐 리옹까지 연결했다.
로마령 갈리아의 수도는 오늘날의 리옹이었으며, 당시 이름은 루그두눔이라 했다. 아를에는 로마의 네크로폴리스인 알리스캉 유적이 있고, 님스에는 메종 카레 신전 건물이 보존되어 있다.

## 같이 보기
- 시도니우스 아폴리나리스
- 시아그리우스
- 도미티아 가도
- 아우소니우스